# S/2007 (2003 QR91) 1
S/2007 (2003 QR91) 1, também escrito como S/2007 (2003 QR91) 1, é o objeto secundário do corpo celeste denominado de 2003 QR91. Ele é um objeto transnetuniano que tem cerca de 189 km de diâmetro e orbita o corpo primário a uma distância de 1 790 ± 60 km.

## Descoberta
S/2007 (2003 QR91) 1 foi descoberto através do Telescópio Espacial Hubble e sua descoberta foi anunciada em 14 de março de 2007.